# Лиске (Ослинг)
Ли́ске или Ле́ска (нем. Lieske; в.-луж. Lěska) — деревня в Верхней Лужице, Германия. Входит в состав коммуны Ослинг района Баутцен в земле Саксония. Подчиняется административному округу Дрезден.

## География
Находится в южной части района Лужицких озёр на запад от административного центра коммуны Ослинга. Через деревню проходит автомобильная дорога К 9226. Между Леской и Ослингом находятся шахты по добыче бурого угля.
Соседние населённые пункты: на северe — деревня Чизов коммуны Бернсдорф, на востоке — административный центр коммуны Ослинг, на юго-востоке — деревня Дебрицы и на юго-западе — деревня Высока.

## История
Впервые упоминается в 1374 году под наименованием Lesik.
До 1994 года была центром одноимённой коммуны. С 1994 года входит в состав современной коммуны Ослинг.
Исторические немецкие наименования
- Lesik, 1374
- Lessk, 1433
- Lisgk, 1437
- Leskau, 1559
- Liske, 1581
- Lißke, 1658
- Lißka, 1721

## Население
Согласно статистическому сочинению «Dodawki k statisticy a etnografiji łužickich Serbow» Арношта Муки в 1884 году в деревне проживало 242 человека (из них — 222 серболужичанина (92 %)).
Лужицкий демограф Арношт Черник в своём сочинении «Die Entwicklung der sorbischen Bevölkerung» указывает, что в 1956 году при общей численности в 342 человека серболужицкое население деревни составляло 16,4 % (из них верхнелужицким языком владело 45 взрослых и 11 несовершеннолетних).
| 1834 | 1871 | 1890 | 1910 | 1925 | 1939 | 1946 | 1950 | 1964 | 1990 | 2011 |
| ---- | ---- | ---- | ---- | ---- | ---- | ---- | ---- | ---- | ---- | ---- |
| 157  | 227  | 269  | 324  | 251  | 261  | 317  | 332  | 331  | 325  | 298  |